# Robert Westerholt
Robert Westerholt (născut la 1 ianuarie, 1975) este fondatorul și chitaristul formației neerlandeze de metal simfonic, Within Temptation. El este căsătorit cu solista formației, Sharon den Adel.

## Viața Personală
Robert și Sharon au împreună pe Eva Luna, născută la 7 decembrie 2005, pe Robin Aiden născut la 1 iunie 2009 și pe Logan Arwin născut la 31 martie 2011.